# Héraut d'armes du Canada
Le Héraut d'armes du Canada (anglais : Chief Herald of Canada) est le chef de l'Autorité héraldique du Canada. Il concède les emblèmes héraldiques par mandat du gouverneur-général. L'actuel Héraut d'armes du Canada est Samy Khalid, qui a succédé à Claire Boudreau en mai 2020.

## Blason de fonction
Ces armes sont aux couleurs officielles du Canada, à savoir de gueules et d'argent. L'héraldique est représentée d'un écu figurant au centre, meublé d'une feuille d'érable. Étant donné que la charge de l'héraut-en-chef fait pendant à celle du roi d'armes dans les régimes anciens, l'écusson intérieur contient une couronne faite de feuilles d'érable d'argent dont la pointe est ornée de pierres gueules. Les bâtons reproduisent les mêmes armes ainsi qu'une bande décorative d'azur, représentant les grands cours d'eau du Canada, chargée de feuilles d'érable d'argent.

## Liste des hérauts
- 1988 - 2007 : Robert Watt
- 2007 - 2020 : Claire Boudreau
- Depuis 2020 : Samy Khalid